# Južni križ
Južni križ (lat. Crux) je najmanje od 88 modernih zviježđa. Okruženo s tri strane zviježđem Kentaur i pozicionirano sjeverno od zviježđa Mušica. Konstelacija je vidljiva samo s južne polutke. Mornari su u stara vremena koristili Južni križ za navigaciju, jer gotovo savršeno pokazuje na sjever, jug, istok i zapad. Najsjajnija zvijezda je Acrux. Zviježđe se nalazi na zastavama Australije,Novog Zelanda, Samoe, Brazila, Papue Nove Gvineje te još nekim zastavama.